# Gerd Rasp
Gerd Rasp (* 10. Mai 1960 in Bad Reichenhall) ist ein deutscher Facharzt für Hals-Nasen-Ohren-Heilkunde mit den Zusatzbezeichnungen plastische Operationen und Allergologie, Universitätsprofessor, Vorstand der Klinik für Hals-Nasen-Ohrenkrankheiten und Dekan für Forschungsangelegenheiten der Paracelsus Medizinischen Privatuniversität Salzburg. Er ist bekannt für seine Arbeiten auf dem Gebiet der Nasenheilkunde (Rhinologie) und Mittelohrchirurgie.

## Leben
Nach Beginn des Studiums der Mathematik und Physik an der LMU München 1980–81 studierte Rasp 1981–1987 Medizin. Im Jahr 1985 Eintritt in das Forschungslabor der HNO-Klinik der LMU München. 1987 trat er als wissenschaftlicher Assistent in die HNO-Klinik der LMU-München ein. Im selben Jahr erfolgte die Approbation. 1989 wurde er mit magna cum laude über das Thema Primärstruktur und inhibitorische Eigenschaften der aktiven Sequenz des ovinen Inter-alpha-Trypsin-inhibitors promoviert. 1992 schloss er die Ausbildung zum Facharzt für Hals-Nasen-Ohrenheilkunde ab. 1994 wurde er Oberarzt und habilitierte sich 1995 zu lokaler Immundiagnostik im Nasensekret. Rasp befasste sich in der Folge am Aufbau einer Arbeitsgruppe mit der Betreuung von 21 Promotionen und bis dato zwei Habilitationen.
Die Feststellung der Lehrbefähigung als Dr. med. habil. und die Ernennung zum Privatdozent erfolgte 1997. Im selben Jahr erfolgte die Übernahme der Cochlea Implantation an der HNO-Klinik und in der Folge die aktive Mitarbeit und der Aufbau des Teams mit einer Verfünffachung der Fallzahlen. 2001 wurde er leitender Oberarzt. 2003 wurde er zum außerordentlichen Professor ernannt. 2005 wurde er ärztlicher Direktor der HNO-Klinik im Katharinenhospital Stuttgart. 2008 wurde er zum Vorstand der Klinik für Hals-Nasen-Ohrenkrankheiten berufen und 2013 Dekan für Forschungsangelegenheiten der Paracelsus Medizinischen Privatuniversität Salzburg.
Auslandsaufenthalte für Weiterbildung unternahm Rasp 1996 in Amsterdam (Rhinoplastik), 1998 Zürich (Schädelbasischirurgie), 2000 Miami (Mittelohrchirurgie und Cochlea-Implantierung) und 2004 in New Orleans (Schädelbasischirurgie).

## Wissenschaftlicher Beitrag
Rasp unternahm zunächst experimentelle Arbeit mit der Sequenzierung der Aktiven Sequenz des ovinen Inter-Alpha-Trypsininhibitors. Später fokussierte  er sich auf Themen in der Allergologie und Rhinologie. Der Schwerpunkt der Forschung lag in der Analyse des lokalen Sekrets und Gewebes, vor allem in Hinsicht auf Entzündungsmechanismen. Hierzu entstand auch die Hauptmenge der Publikationen. Die wissenschaftliche Kooperation mit dem Team an der HNO-Klinik der LMU-München ergab ebenfalls gemeinsame Publikationen und Studienteilnahmen. Die Habilitationsschrift befasste sich mit dem Thema Klinische Untersuchung von Entzündungsparametern zur lokalen Immundiagnostik an der Nasenschleimhaut. Im Rahmen der klinischen Tätigkeit in München, Stuttgart und Salzburg nahm Rasp an einem Forschungsnetzwerk zu Paragagliomen unter Hartmut Neumann in Freiburg teil. In Salzburg erfolgte der Aufbau einer neurootologischen Arbeitsgruppe.

## Mitgliedschaften in nationalen und internationalen wissenschaftlichen Vereinigungen
- Verband der Leitenden Krankenhausärzte Österreichs (VLKÖ)
- Österreichische Gesellschaft für Hals-Nasen-Ohrenheilkunde
- Deutsche Gesellschaft für Hals-Nasen-Ohrenheilkunde
- European Academy of Facial Plastic surgery (EAFPS)
- European Academy of Allergy and Clinical Immunology (EAACI)
- Deutsche Gesellschaft für Schädelbasischirurgie
- German Society for Plastic And Reconstructive Surgery (DGPW)

Rasp ist oder war Mitglied im Beirat bzw. Redaktionsausschuss folgender wissenschaftlicher Zeitschriften:
- 2012 Laryngo-Rhino-Otologie (Mitherausgeber)
- 2012 Laryngoscope (Editorial Board)

## Ehrungen und Auszeichnungen
1996 Auszeichnung der Website mit dem Editor’s choice award von LOOK SMART für die erste Website in der Deutschen Hals-Nasen-Ohrenheilkunde

## Publikationen
- ResearchGate